# Meandropsinidae
Meandropsinidae es una familia de foraminíferos bentónicos de la superfamilia Soritoidea, del suborden Miliolina y del orden Miliolida. Su rango cronoestratigráfico abarca desde el Cenomaniense (Cretácico superior) hasta la Actualidad.

## Clasificación
Meandropsinidae incluye a los siguientes géneros:
- Ayalaina †
- Fallotia †
- Hottingerina †
- Larrazetia †
- Meandropsina †
- Nummofallotia †
- Pastrikella †
- Perouvianella †
- Pseudobroeckinella †
- Spirapertolina †

Otro género considerado en Meandropsinidae es:
- Broeckina †, ahora en la familia Soritidae

Otros géneros considerados en Meandropsinidae son:
- Alexina †
- Cyclomeandropsina †, aceptado como Meandropsina
- Fascispira †, aceptado como Fallotia